# Église Saint-Romain de Lyon
Pour les articles homonymes, voir Église Saint-Romain.
L'église Saint-Romain est une ancienne église catholique de la ville de Lyon, en France. Sa construction a débuté en 1400 et s'est achevée trente ans plus tard, en 1430. Elle est détruite en 1744. Elle était située au sud et intégrée au cloître de la cathédrale Saint-Jean, actuellement dans le 5e arrondissement de Lyon.